# Єлизаветинська сільська рада (Адамовський район)
Єлизаве́тинська сільська рада (рос. Елизаветинский сельский совет) — сільське поселення у складі Адамовського району Оренбурзької області Росії.
Адміністративний центр — село Єлизаветинка.

## Населення
Населення — 1331 особа (2019; 1648 в 2010, 2130 у 2002).

## Склад
До складу сільської ради входять:
| Населений пункт    | Населення, осіб (2002) | Населення, осіб (2010) |
| ------------------ | ---------------------- | ---------------------- |
| Баймурат, село     | 247                    | 182                    |
| Єлизаветинка, село | 1424                   | 1149                   |
| Енбекші, селище    | 459                    | 317                    |